# Salomon III
Salomon III – cesarz Etiopii od 20 maja 1796 do 15 lipca 1797 i od 16 czerwca do 25 lipca 1799 roku. Nie jest znana data jego urodzin, ani śmierci. Pochodził z dynastii salomońskiej. Był synem Tekle Hajmanota II. Wallis Bugde wysunął hipotezę, że Salomon III i Beyde Marjam II mogli być tą samą osobą.

## Życiorys

### Pierwsze panowanie
Salomon III był marionetkowym cesarzem, wyniesionym na tron przez rasa Uelde Syllasje z Tigraj i rasa Mareda w 1796. Rok swoich pierwszych rządów spędził na walkach ze swoim stryjem, byłym cesarzem Tekle Gijorgisem I. W czasie gdy Salomon zajęty był zmaganiami z Tekle Gijorgisem, w maju 1797 Gondar otoczony był przez balambarasa Asserata, który nie posiadał wystarczającej siły militarnej aby wejść do stolicy i w swoich działaniach ograniczył się do zniszczeń majątku Tekle Gijorgisa w Gondarze. Salomon ostatecznie został zmuszony do ucieczki z Gondaru i schronienia się w Aksum, gdzie żył pod opieką rasa Uelde Syllasje. Później Syllasje wspierał restorację Tekle Gijorgisa na tronie Etiopii, a gdy się to powiodło, Salomon został zaproszony na dwór stryja jako gość.

### Drugie panowanie
W maju 1799, w czasie gdy Tekle Gijorgis przeprowadzał kampanię wojenną w Biegiemdyrze, Salomon zniknął z jego obozu i wrócił do Gondaru. Czekali tam na niego rasowie Mared i Guebre. W następnych miesiącach przywrócili oni Salomonowi tron. Na wieść o tym ras Uelde Gabriel wyruszył do Gondaru i 22 lipca stoczył bitwę z Maredem. Obydwaj rasowie polegli w starciu, jednak poplecznicy Salomona przegrali i sam cesarz został skuty łańcuchami i zdetronizowany przez dedżazmaczy Gugsę i Alulę, którzy znajdowali się w obozie zwycięzców. Salomon III na tronie został zastąpiony Dymitriuszem, prawnukiem cesarza Fasiledesa, żyjącego w XVII wieku. W 1802 Salomon był wciąż więźniem w prowincji Tigraj. Jego dalsze losy pozostają nieznane, choć angielski podróżnik Henry Salt w czasie swojej podróży do Etiopii na przełomie 1809 i 1810 twierdził, że żył wówczas cesarz o imieniu Salomon. Nie jest pewne czy Saltowi chodziło o Salomona II, czy Salomona III.